# 林熙彤
林熙彤（英語：Hazel Lam Hei Tung，2003年11月20日—），香港女藝人，現為Cool Style Management藝人。

## 經歷
林熙彤出生於香港，她從小到大都很喜歡看時裝秀，不過她的夢想不是想成為模特兒，反而是期望成為時裝設計師。但由於她的DSE不夠分入fashion design，那時她又認為設計系跟fashion design應該差不多，於是就選擇讀設計系。Hazel於18歲在社交媒體上被經理人發掘，入行兩年，一直身兼學生與藝人兩個身分。她當時曾猶豫應否入行，但後來因為得到家人的支持最終決定簽約。

## 演出

### 電視節目（ViuTV）
- 2023年：《One Day 約會實況》 第1集嘉賓

### 電視劇（ViuTV）
- 2025年：《哪一天我們會紅》 飾 多多
- 2025年：《光明大押》 飾 美琴

### 電影
- 2024年 - 《不是你不愛你》 飾 子欣[8][9]
- 2024年 - 《久別重逢》 飾 夏文萱的女兒

### MV
- Vũ. - Bước qua nhau[10]
- 張天賦 - 老派約會之必要
- 梁釗峰 - 遺憾與遺憾的一切

### 廣告
- 2021 - 鄰住買
- 2022 - MaBelle （页面存档备份，存于）
- 2022 - broadway 開關祭
- 2023至2024 - Deliveroo（與黃秋生、林海峰、泰山、盧慧敏、許恩怡合作）[11][12][13]
- 2024 - 樂而雅衛生巾[14]

## 外部連結
- 林熙彤的Instagram帳戶